# Алена Полачкова
Алена Полачкова (словац. Alena Poláčková, нар. 6 листопада 1964 в місті Бойниці, Чехословаччина) — словацька юристка та суддя Європейського суду з прав людини.

## Біографія
В 1982 році Алена Полачкова поступила на Факультет права Університету Коменського у Братиславі, який закінчила у 1988 році зі ступінню магістра. Після закінчення університету, вона до 1991 року викладала право в економічній школі. В 1991 почала працювати помічницею судді в крайовому суді у Братиславі, поки в 1994 році сама не стала суддею. Із 1994 до 2004 року працювала суддею в окружному суді в Братиславі, де розглядала цивільні, господарські та адміністративні справи. В 1996 році повернулась до Університету Коменського щоб продовжити навчання, і в 2001 році отримала ступінь доктора.
В 2004 році отримала посаду судді з адміністративного права у Верховному суді Словаччини. Після цього, в період 2005-2006 років була адвокаткою-представницею Словаччини у Європейському суді з прав людини. В 2007 році повернулась до Верховного суду Словаччини, де в 2011 році зайняла посаду президента колегії з адміністративного права.
У вересні 2015 року її було обрано суддею Європейського суду з прав людини від Словаччини, на заміну Яну Шикуті. Її призначили суддею після того, як Парламент Словаччини один за одним відхилив трьох кандидатів на цю посаду, а всіх інших кандидатів відхилила Парламентська асамблея Ради Європи.